# Hallamshire

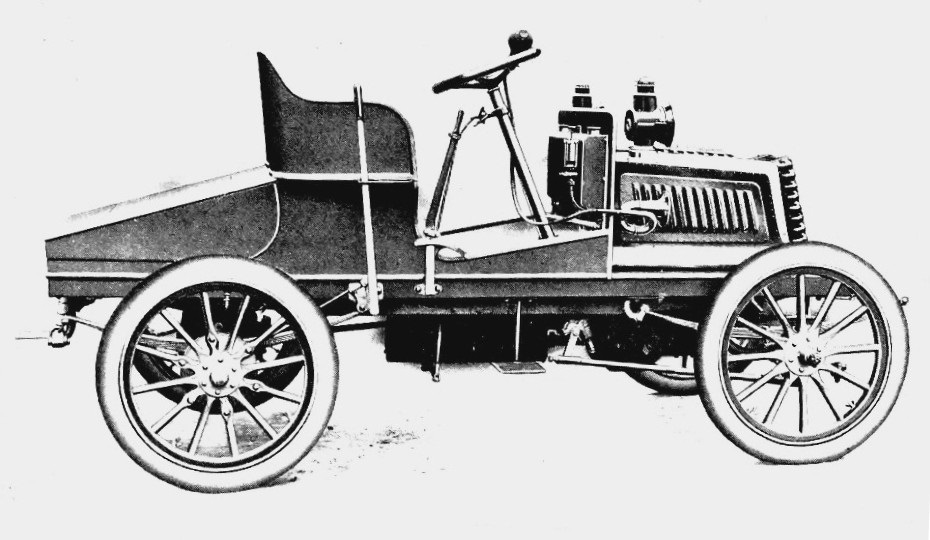
Hallamshire 10–12 HP (1903)

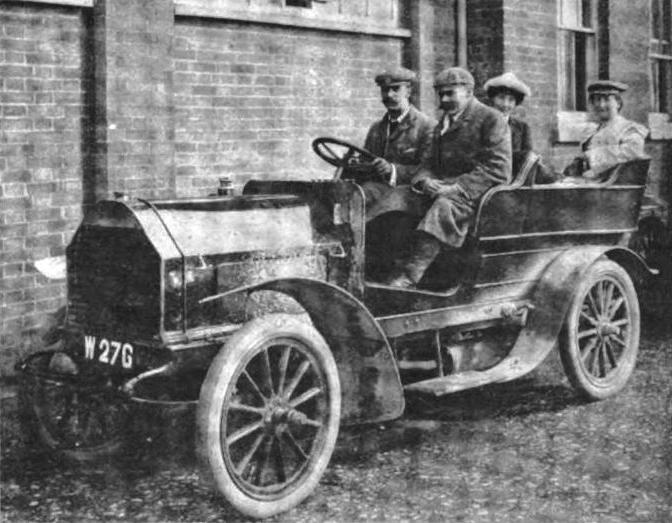
Hallamshire 14–18 HP (1904)

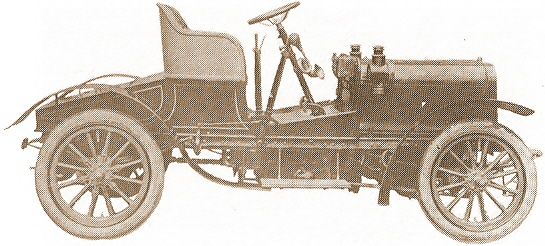
Hallamshire (1905)

Hallamshire war eine britische Automobilmarke.

## Beschreibung
Hersteller war Durham Churchill & Co. Ltd. aus Sheffield. Der Bauzeitraum lag zwischen 1903 und 1907.
In den fünf Produktionsjahren wurden sechs Mittelklasse-Modelle mit Zwei- und Vierzylindermotoren hergestellt. Keines dieser Modelle wurde in großer Stückzahl gebaut und die Marke war allgemein nicht sehr bekannt.
Daneben beschäftigte sich Durham Churchill mit Nutzfahrzeugen.

## Modelle
Der 10/12 HP von 1903 hatte einen Zweizylindermotor (Bohrung × Hub 105 × 120 mm je Zylinder), der 10 PS bei 800 Um/min. leistete. Die Steuerung der Einlassventile war wahlweise mit automatischer oder mechanischer Ausführung erhältlich. Die Magnetzündung wurde über Stößel und Nockenwelle betätigt. Mittels Konuskupplung und Dreiganggetriebe (plus Rückwärtsgang) wurde die Antriebskraft kardanisch auf die Hinterachse übertragen. Eine Bremse wirkte auf eine Bremstrommel an der Kardanwelle hinter dem Getriebe, eine weitere auf Trommeln an den Hinterrädern.
| Modell           | Bauzeitraum | Zylinder | Hubraum  | Radstand     |
| ---------------- | ----------- | -------- | -------- | ------------ |
| 10/12 hp         | 1903–1904   | 2 Reihe  | 1703 cm³ | 1905 mm      |
| 14/18 hp + 20 hp | 1904–1906   | 4 Reihe  | 3686 cm³ | 2819–2908 mm |
| 15 hp + 24 hp    | 1905–1906   | 4 Reihe  | 4849 cm³ | 3162 mm      |
| 10 hp            | 1906        | 2 Reihe  | 1654 cm³ | 2337 mm      |
| 12/14 hp         | 1906        | 4 Reihe  | 2438 cm³ | 2413–2591 mm |
| 12 hp            | 1907        | 2 Reihe  | 1843 cm³ | 2337–2591 mm |